# فرودگاه رایچور
فرودگاه رایچور (به انگلیسی: Raichur Airport) یک فرودگاه همگانی است . این فرودگاه در شهر رایچور کشور هند قرار دارد و در ارتفاع ۳۷۵ متری از سطح دریا واقع شده است.